# Полищук, Дмитрий Вадимович
Дми́трий Вади́мович Полищу́к (28 апреля 1965, Москва — 19 сентября 2024) — русский поэт.

## Биография
Дмитрий Полищук родился в 1965 году в Москве. 
Окончил Московский энергетический институт, затем Литературный институт имени А. М. Горького. Автор нескольких книг стихов, публиковался в журналах «Октябрь», «Литературная учеба», «Новый мир» и др.
Член Союза писателей Москвы.
Умер 19 сентября 2024 года.